# Ivo de Lindisfarne
Ivo de Lindisfarne ou Ivo de Wilton (séc. VII, Britânia - 704, Bretanha) foi um santo venerado em Wiltshire, Inglaterra, na Idade Média. Ele era supostamente um monge da Nortúmbria, que teria morrido e sido enterrado na Bretanha. O historiador David Dumville o chamou de "o outro santo principal de Wilton", em referência a Santa Edite. Ele era supostamente um seguidor (ex-aluno) de Cuteberto.
Ele está listado em duas ladainhas do século XI. Uma narrativa daquele século afirmava que suas relíquias foram trazidas para a Abadia de Wilton por monges bretões no século X e deixadas para guarda no altar de Santa Edite. A narrativa afirma que as relíquias posteriormente se tornaram imóveis [pelo desejo do santo de residir lá], embora o historiador John Blair suspeitasse que essa história pode ter sido inventada para justificar o roubo das relíquias por Wilton.
Seu dia de festa era comemorado em 8 de outubro.  Acredita-se que o Priorado de Ivychurch em Wiltshire tenha recebido seu nome.